# FpGUI
fpGUI (сокр. от англ. Free Pascal GUI) — кроссплатформенный набор элементов управления графического интерфейса пользователя, разработанный Граеме Гелденхуисом. fpGUI является свободным программным обеспечением, выпущенным под модифицированной лицензией LGPL. fpGUI создан при помощи компилятора Free Pascal и написан на языке Object Pascal.
fpGUI состоит только из графических виджетов или компонентов и кроссплатформенной библиотеки двумерной отрисовки. В нём не реализованы уровни баз данных, трёхмерная графика, парсеры XML и т. д. Он так же не зависит от сторонних больших библиотек типа GTK или Qt. Все дополнительные возможности напрямую реализуют то, что доступно в библиотеке компонентов Free Pascal Component Library (FCL), которая является стандартной для компилятора Free Pascal.

## История
Первая версия fpGUI была написана Себастьяном Гюнтером в 2000 году, но к 2002 году проект забросили. fpGUI был преемником более ранней объектно-ориентированной обёртки для GTK, fpGTK, и был начат почти с нуля чтобы позволить множество наборов виджетов, наиболее известный win32. Набор элементов управления использовался для внутренних нужд, но было ещё много нерешённых проблем до того как тулкит смог бы быть полезным и использоваться в реальной жизни для разработки приложений конечными пользователями.

## Пример использования
Приведённая ниже программа отображает одно окно с кнопкой «Quit» в правом нижнем углу. В окне изображены все стандартные встроенные рисунки, используемые в fpGUI.
```
program
 
stdimglist
;

{$mode objfpc}{$H+}

uses

  
Classes
,
 
SysUtils
,

  
fpg_base
,
 
fpg_main
,
 
fpg_form
,
 
fpg_imgfmt_bmp
,
 
fpg_button
;

type

  
TMainForm
 
=
 
class
(
TfpgForm
)

  
private

    
btnClose
:
 
TfpgButton
;

    
procedure
   
btnCloseClick
(
Sender
:
 
TObject
)
;

  
protected

    
procedure
   
HandlePaint
;
 
override
;

  
public

    
constructor
 
Create
(
aowner
:
 
TComponent
)
;
 
override
;

    
procedure
   
AfterCreate
;
 
override
;

  
end
;

{ TMainForm }

procedure
 
TMainForm
.
AfterCreate
;

begin

  
SetPosition
(
100
,
100
,
700
,
500
)
;

  
WindowTitle
 
:=
 
'fpGUI Standard Image Listing'
;

end
;

procedure
 
TMainForm
.
btnCloseClick
(
Sender
:
 
TObject
)
;

begin

  
Close
;

end
;

procedure
 
TMainForm
.
HandlePaint
;

var

  
n
:
 
integer
;

  
x
:
 
TfpgCoord
;

  
y
:
 
TfpgCoord
;

  
sl
:
 
TStringList
;

  
img
:
 
TfpgImage
;

begin

  
Canvas
.
BeginDraw
;
 
// begin double buffering

  
inherited
 
HandlePaint
;

  
sl
  
:=
 
TStringList
.
Create
;

  
x
   
:=
 
8
;

  
y
   
:=
 
8
;

  
fpgImages
.
ListImages
(
sl
)
;

  

  
for
 
n
 
:=
 
0
 
to
 
sl
.
Count
-
1
 
do

  
begin

    
Canvas
.
DrawString
(
x
,
 
y
,
 
sl
[
n
]
+
':'
)
;

    

    
img
 
:=
 
TfpgImage
(
sl
.
Objects
[
n
])
;

    
if
 
img
 
<>
 
nil
 
then

      
Canvas
.
DrawImage
(
x
+
130
,
 
y
,
 
img
)
;

    
inc
(
y
,
 
img
.
Height
+
8
)
;

    
if
 
y
 
>
 
Height
-
32
 
then
 
// largest images are 32 in height

    
begin

      
inc
(
x
,
 
200
)
;

      
y
 
:=
 
8
;

    
end
;

  
end
;

  
Canvas
.
EndDraw
;

  
sl
.
Free
;

end
;

constructor
 
TMainForm
.
Create
(
aowner
:
 
TComponent
)
;

begin

  
inherited
 
Create
(
aowner
)
;

  
// Place button in bottom right corner.

  
btnClose
 
:=
 
CreateButton
(
self
,
 
Width
-
90
,
 
Height
-
35
,
 
75
,
 
'Quit'
,
 
@
btnCloseClick
)
;

  
btnClose
.
ImageName
 
:=
 
'stdimg.quit'
;

  
btnClose
.
Anchors
 
:=
 
[
anRight
,
 
anBottom
]
;

end
;

procedure
 
MainProc
;

var

  
frm
 
:
 
TMainForm
;

begin

  
fpgApplication
.
Initialize
;

  
frm
 
:=
 
TMainForm
.
Create
(
nil
)
;

  
try

    
frm
.
Show
;

    
fpgApplication
.
Run
;

  
finally

    
frm
.
Free
;

  
end
;

end
;

begin

  
MainProc
;

end
.

```

Результат работы вышеприведённой программы в Linux.